# プロセスアプローチ
プロセスアプローチ（英: process approach）は活動の集まりをプロセスから成るシステムとして取り扱うことである。
作業の最小単位は活動（英: activity）と呼ばれる。例えば工場や会社では多種多様な活動が発生しているといえる。これらは単なる活動の集まりではあるが、その集まりの中には相互作用する一連の活動群をいくつも見出すことができる。この入力と出力をもつ一連の秩序だった活動をプロセス（英: process）という。活動の集まりをプロセスの集まりとして捉えることでプロセス間にある相互作用が見出され、単なる活動の集まりは相互作用するプロセスから成る1つのシステム（英: system）として理解できる。この理解を用いるアプローチがプロセスアプローチである。

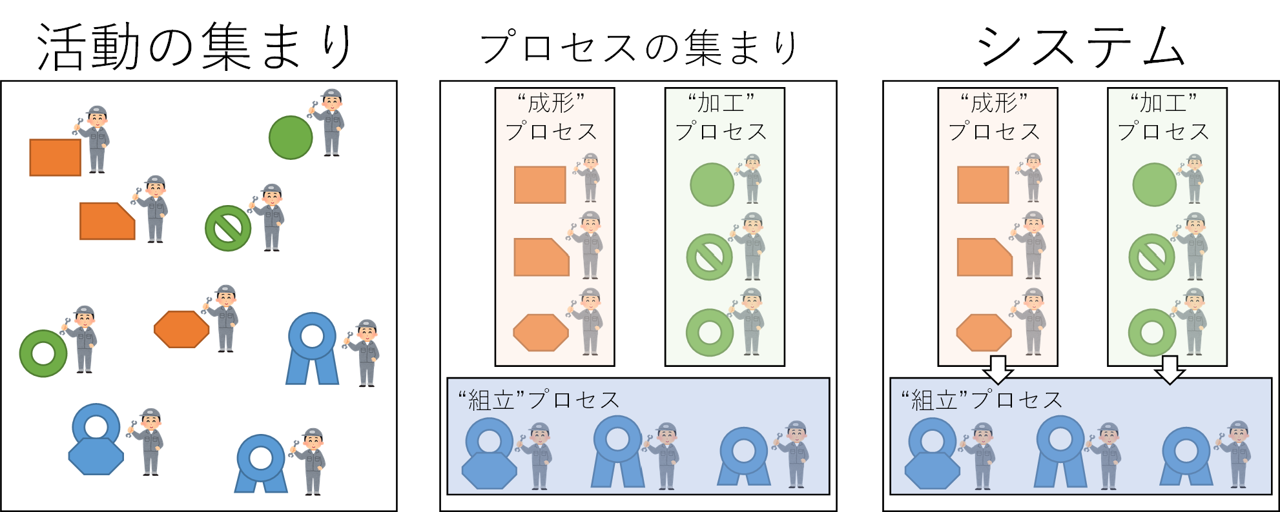
活動とプロセスアプローチ

品質マネジメントシステムではしばしばプロセスアプローチが用いられる（例: ISO 9000）。組織をプロセスからなるシステムと捉えることで、注目すべきプロセス（例: クリティカルパスにあるプロセス）が明らかになり、設計・運用・改善など優れたマネジメントが可能になる。

## ISO9001
ISO9001は2000年変更版から、顧客重視の組織活動との方向性が強く打ち出されたため、プロセスも企業の既存の部門体制に拘らず、目的達成のために柔軟に再構成されることが最終的な目標と考えられている。
例えば、顧客満足度向上のため、あるメーカーが納期遵守との品質目標を掲げたとする。納期遵守のためには、製造部門だけが頑張ればいいというものではなく、製造に必要な源材料、部品を購買部門が予定通り入手してくれることが必要となる。そういった場合、製造と購買を1つのプロセスと見做し、一元管理していることが必要となる。部門に部門長がいるように、プロセスには「プロセス管理責任者」を置きPDCAを回していく。こういった管理手法がプロセスアプローチの具体例の一つ。
プロセスアプローチが実現されていれば、例えば、内部監査も一度に複数の部門を監査するという、いわゆる「プロセス監査」が実現されているはずだが、検討の結果、1つの部門が1つのプロセスと看做せることもあるので、各部門にプロセスとの名前をつけることで、プロセス管理のための組織の再構築を行なわない、実質的なISO9000逃れを行なう企業があり、問題となっている。